# Yourga
Yourga est une commune située dans le département de Sangha de la province de Koulpélogo dans la région Centre-Est au Burkina Faso.

## Santé et éducation
Yourga accueille un centre de santé et de promotion sociale (CSPS).